# 伊万·维切里奇

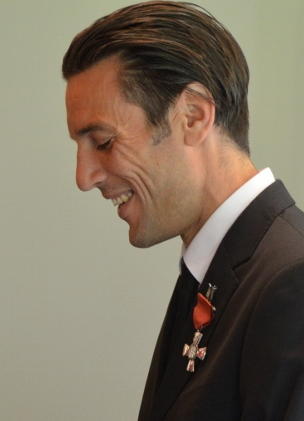
2015年攝

伊万·罗伯特·维切里奇（Ivan Robert Vicelich，1976年9月3日—）是一名新西兰足球运动员，可以胜任中后卫以及后腰两个位置。他入选过新西兰各级国字号球队，是代表国家队出场次数最多的队员，国家队的比赛经验相当丰富。他亦获得多个球员奖项、球队及国际比赛冠军。

## 簡介
伊万·维切里奇1993年从新西兰球队维塔凯尔城开始职业生涯，1995年开始入选新西兰国家足球队。维切里奇在新西兰効力过多支球队，较著名的有新西兰骑士。职业生涯最高峰时效力过荷甲联赛的球队罗达JC及RKC瓦尔韦克，2008年维切里奇回到新西兰效力奥克兰城。
2010年南非世界杯新西兰的三场小组赛中，维切里奇均首发出场，3场比赛共上场249分钟是国家队队中的绝对核心。世界杯结束后，中国球队深圳红钻与奥克兰城达成一致，成功以租借形式引进维切里奇。维切里奇与深足的租借合同只签到11月中旬中超联赛赛季结束，助球隊保級成功后维切里奇重返奥克兰城。

## 荣誉
- 新西兰最佳新人:1994年
- 新西兰足球先生:2002年
- 大洋洲足球先生:2009年
- 查塔姆杯冠军:1994年、1997年、1998年
- 杰克巴蒂纪念杯冠军:1994年、1997年
- 新西兰足球联赛冠军:1995年、1999年、2008-09年
- 大洋洲冠军联赛冠军:2008-09年
- 大洋洲国家杯冠军:1998年、2002年、2008年

## 外部連結
- 新西兰国脚租借加盟深足 （页面存档备份，存于）
- 深足租借新西兰国脚 南非世界杯连续三场首发 （页面存档备份，存于）
- 世界杯主力国脚签约深圳